# Marianka (powiat żyrardowski)
Marianka – wieś w Polsce położona w województwie mazowieckim, w powiecie żyrardowskim, w gminie Mszczonów.
W skład sołectwa Marianka wchodzą także wsie Bronisławów ,  Pieńki-Strzyże i Władysławów.
W latach 1975–1998 miejscowość należała administracyjnie do województwa skierniewickiego.